# Limenitis viridescens
Limenitis viridescens är en fjärilsart som beskrevs av Ruggero Verity 1950. Limenitis viridescens ingår i släktet Limenitis och familjen praktfjärilar. Inga underarter finns listade i Catalogue of Life.